# أرميد أند دنجروس
أرميد أند دنجروس (بالإنجليزية: Armed and Dangerous)‏، هي لعبة فيديو التي أنتجها بلانيت مون ستوديوز، وصدّرها شركتا النشر لوكاس آرتز وأكتيفجن سنة 2004، تعتمد اللعبة على تصويب منظور الشخص الأول والثالث، تعمل هذه اللعبة على نظام مايكروسوفت ويندوز وإكس بوكس.

## المواقع الخارجية
- Official LucasArts website
- Armed and Dangerous على موبي غيمز